# Filip Grabovac
Filip Grabovac (Podosoje kraj Vrlike, 1697./1698. – San Spirito kod Venecije, 13. veljače 1749.) bio je hrvatski pisac i pjesnik, profesor, franjevac. Prvi je hrvatski franjevac koji je pisao poučnu prozu. Njegov književni prvijenac, talijanskoga naslova, Esortazione amorosa iz 1729. godine bio je prvi letak na hrvatskome jeziku. Imao je snažan utjecaj na Andriju Kačića Miošića i njegovo prosvjetiteljsko djelovanje.

## Životopis
Filip Grabovac rodio se u Podosoju kraj Vrlike, 1697. ili 1698. godine. Uza sva pomna istraživanja ne mogu se pomno odrediti detalji iz Grabovčeva života jer (zasad) ne postoje relevantni izvori, zbog toga se uzimaju te dvije godine kao godine rođenja. Njegov otac Mate, doseljenik iz Medara kraj Bribira, kao istaknuti vojnik protiv Turaka, dobiva u Podsoju zemljište obitelji Turaka Bukarčića. Filip se u javnim ispravama naizmjenice zove Grabovčević, Grabić, Grabovac. Osnovno školovanje dobio je kod župnika u Vrlici, nastavio je u samostanu na Visovcu u trajanju od osam godina. Nakon ovladavanja hrvatskim pismom (bosančicom), latinskim i talijanskim jezikom, te položenih obveznih predmeta i ispita zrelosti u svibnju 1718. godine u Zaostrogu stupio je u Franjevački red. U ljetopisu tog samostana stoji bilješka da je fra Andrija Maršić obukao "dicu za đake" i to na prvom mjestu "fra Filipa Grabovčevića iz Varlike". Tri godine filozofije i četiri teologije završio je u Italiji te položio ispite za lektora i propovjednika a 1726. godine zaređen je za svećenika. Bio je propovjednik, profesor, pjesnik, prozaist, dobročinitelj, od 1729. godine duhovno se skrbio kao kapelan za hrvatske vojnike u mletačkoj vojsci (Croati à cavallo, Cavalleria croata) u talijanskim gradovima od Parme do Brescie. I danas se štuju Gospine slike, koje je iz Italije poslao u splitsko svetište Gospe od Zdravlja te u Imotski i Vrliku.
Kao izraziti domoljub u svojim tekstovima je, osobito u pjesmama Slava Dalmacije i Od naravi i ćudi arvacke, pisao o teškom položaju Hrvata u Mletačkoj Republici.
Zbog svoga djela Cvit razgovora naroda i jezika iliričkoga aliti rvackoga iz 1747. godine, u kojemu se izrazito oštro obrušio na nepravednost i štetnost mletačke uprave u Dalmaciji, bio je u Mletcima zatočen u zloglasnoj tamnici Sotto i piombi (29. studenoga 1747.) a njegova knjiga i sva rukopisna ostavština nakon toga je zaplijenjena. U Cvitu razgovora Grabovac je širenju talijanštine (talijanski urbani i klasicistički duh koji je bio ukorijenjen među lokalnom vojnom elitom) suprotstavio hrvatštinu (hrvatsko rodoljublje, narodne pjesme i tradiciju). Pripadnici te vojne elita koja je davno bila izgubljena za heroizam prokazali su Grabovca mletačkim vlastima koji je zbog toga utamničen.
Cvit razgovora naroda i jezika iliričkoga aliti rvackoga Grabovac je priredio ugledajući se na Cvit razlika mirisa duhovnoga Tome Babića iz 1726. godine. To Grabovčevo djelo je "kronološko-povijesno i religijski odgojno djelo, hrvatski usmjereno, zabavno i poučno, pisano u prozi i stihovima" (L. Auburger, 2009.). Tiskano je u Veneciji u 700 primjeraka, od kojih je po 200 primjeraka Grabovac poslao u Split i Zadar te nešto zadržao za sebe kako bi ih razdijelio prijateljima. Inkvizicija je dekretom od 14. prosinca 1747. godine naredila generalnom providuru u Zadru neka "brižno pokupi sve Grabovčeve knjige (...), da ih dade spaliti na javnom mjestu i u zgodan čas, a neka ujedno razglasi po narodu zašto se to radi i da dade razumjeti da je autor u državnom zatvoru za kaznu svoga zločina" (Dokument 54, Eterović, 51). Spašeno je samo pet primjeraka knjige. Tijek istrage od državnih inkvizitora nikada nije u cijelosti okončan a Grabovac je ubrzo, zbog bolesti, prebačen (konfiniran) u franjevački samostan na otočiću Santo Spirito gdje je i umro 13. veljače 1749. godine.
Od naravi i ćudi arvacke (iz Cvita razgovora naroda i jezika iliričkoga aliti rvackoga):
| Da b' Rvati skladni bili, ne b' ovako žalost pili: reko, da bi sklad imali, svim bi svitom ti vladali. Na oružju junak vrli, svaki kralj ji zato grli i na službi svojoj drže, pak s' među se oni prže. Kad kralj oće da kog srve, tad Rvate meće prve, a dobitak kad se dili, tad pitaju: "Gdi ste bili?" Vino nose, vodu piju; zašto krvcu prolivaju? To goleme jesu stvari, al na njima jest grih stari. Gdi postanu godi rati, svaki kralj ji zove brati, a kada se oni smire, nikakve su, vele, vire. | Ne miluje neg već kara, žive peče, mrtve para. Nevolja je tugu zvala, rđa bo je vrilo zala. Napala je na nje rđa, stvar ne more biti grđa. Među se se biju, kolju i u kući i napolju. Što u glavu godi vrže, to mu nitko ne istrže. Na oružje, veselo, jaki, drugi narod ne bi taki. Priuzeše zemlje, grade, jedno drugo sada krade. Dobra koja prije biše, sad se u zlo prominiše. Da bi reka, tebi paka, sad nji dila sva s' opaka. Ne poznaju roditelja nit imaju prijatelja. | Svako oće mudro da je, probuđuje vižle, laje. Svako znade odgovore, ide sa zla sve na gore. Stara ljubav nije bila, da j' rvacku nadodila; milosrđa i ljubavi sve s' okrenu u grubavi. Sluša ženu, a ne brata, što mu laje iza vrata. Stoji kao i sirota, ruglo svita i sramota: ne imade on pameti, nego samo znade kleti. Jednom lipo kako cvaju, sada kano psine laju. Ako to Bog ne providi, evo gore sve to slidi. Žalosni su kako slipi, ti pomozi, Bože lipi! ↓1 |

## Djela
- Esortazione amorosa, Mletci, 1729.
- Czuijt razgouora, Naroda, i Jezika Jllirickoga, alliti Aruackoga, bj Sabrano, i sastauno ù dua dila, In Venezia, Per Simon Occhi, 1747.
- Pisma Od izgubljenoga Sina immenom File!, Novi i stari svetodanik illiti kalendar illiricski za proshto godischte 1822. U Osiku (1822.).
- Cvit razgovora naroda i jezika iliričkoga aliti rvackoga, priredio Tomo Matić, Stari pisci hrvatski, knj. 30, [JAZU], Zagreb, 1951.
- Cvit razgovora naroda i jezika Iliričkoga aliti Arvackoga, u: Zbornik stihova i proza XVIII. stoljeća, priredio Rafo Bogišić, Pet stoljeća hrvatske književnosti, knj. 19, Matica hrvatska - Zora, Zagreb, 1973.[12]
- Cvit razgovora Književni krug, Split, 1986.
- Cvit razgovora naroda i jezika iliričkoga aliti arvackoga: (izbor), priredio Božidar Petrač, Kršćanska sadašnjost - Dom i svijet, Zagreb, 1998.
- Cvit razgovora naroda i jezika iliričkoga aliti arvackoga, Školska knjiga, Zagreb, 2007. (pretisak mletačkog izdanja iz 1747. godine)

## Spomen
- Lik fra Filipa Grabovca umjetnički su obradili kipari Ante Župić i Stipe Sikirica, slikar Bruno Bulić a Vanja Radauš izradio je medalju.[4]
- Spomenik fra Filipu Grabovcu u dvorištu samostana Gospe od Zdravlja u Splitu postavljen je 1990. godine i rad kipara Stipe Sikirice.[13]
- Brončani kip fra Filipa Grabovca nalazi se ispred Crkve Gospe Ružarice u Vrlici.[14] ↓2
- 1997. godine Hrvatska pošta izdala je, u seriji poštanskih maraka "Obljetnice hrvatske književnosti", poštansku marku povodom 300. obljetnice Grabovčeva rođenja i 250. obljetnice prvoga izdanja njegovoga Cvita.[15]